# Skåneexpressen

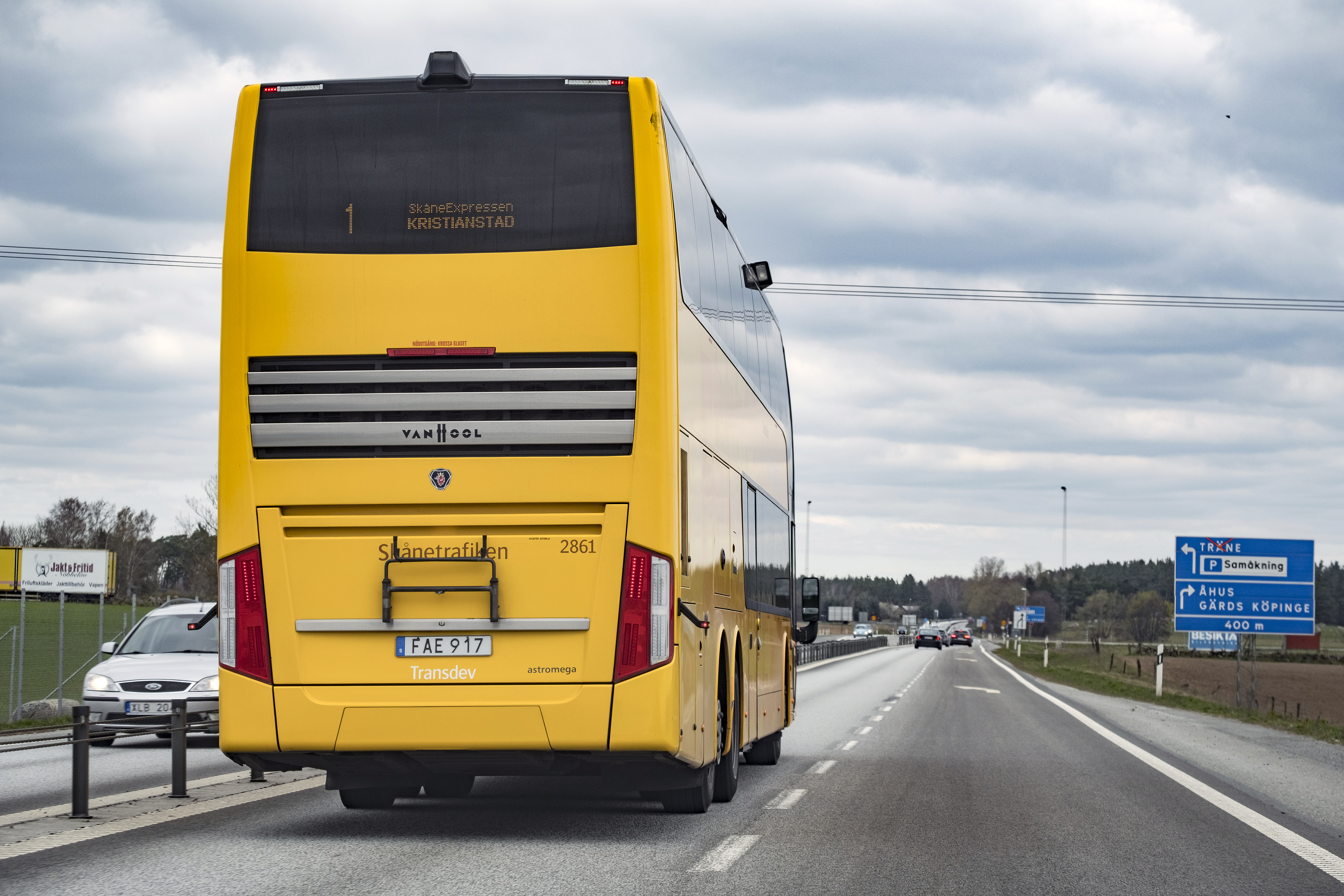
SkåneExpressen 1 som kör Malmö-Kristianstad.

Skåneexpressen är ett busskoncept framtaget av Skånetrafiken med syfte att trafikera orter som saknar tillgång till tågtrafik.
Trafiken körs med bussar som är utformade för hög komfort under längre resor, med undantag för SkE 11 vilken körs med vanliga regionbussar. Linjerna går ofta längs höghastighetsvägar och har färre stopp än andra regionbussar.  

## Historia

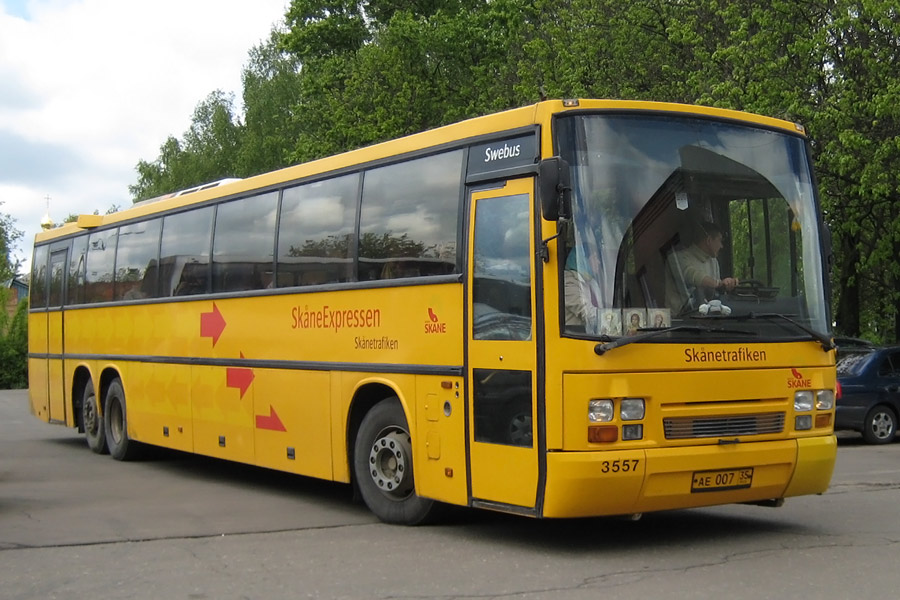
En av SkåneExpressens äldre bussar.

Konceptet med Skåneexpressen har sitt ursprung i länstrafiken i dåvarande Kristianstads län, som först tog fram produkten 1992. Länet hade i jämförelse med Malmöhus län betydligt sämre utbyggd infrastruktur på järnvägssidan. På grund av detta satsades på ett relativt välutbyggt långfärdsbussystem inom främst det egna länet, men även till angränsande län, såsom trafik till Älmhult, Helsingborg och Lund. När de båda skånska länstrafikbolagen slogs ihop utökades denna trafik ytterligare. Dock är linjenätet som störst i gamla Kristianstads län.

## Linjer
Skåneexpressens nuvarande linjer (december 2022):
| Linje | Sträckning                                                         | Tidtabell | Operatör      |
| ----- | ------------------------------------------------------------------ | --------- | ------------- |
| 1     | Kristianstad - Tollarp - Linderöd - Hörby - Lund Norra Tpl - Malmö | 1         | Transdev      |
| 2     | Hörby - Hurva - Lund                                               | 2         | Transdev      |
| 3     | Kristianstad - Degeberga - Brösarp - Kivik - Simrishamn            | 3         | Bergkvarabuss |
| 4     | Brösarp - Skåne-Tranås - Tomelilla - Ystad                         | 4         | Bergkvarabuss |
| 5     | Lund - Sjöbo - Tomelilla - Gärsnäs - Simrishamn                    | 5         | Bergkvarabuss |
| 8     | Malmö - Veberöd - Sjöbo                                            | 8         | Bergkvarabuss |
| 10    | Örkelljunga - Östra Ljungby - Åstorp - Helsingborg                 | 10        | Bergkvarabuss |
| 11    | Höganäs - Helsingborg                                              | 11        | Nobina        |
| 15    | Skanör - Höllviken - Vellinge - Malmö                              | 15        | Bergkvarabuss |

## Nedlagda linjer

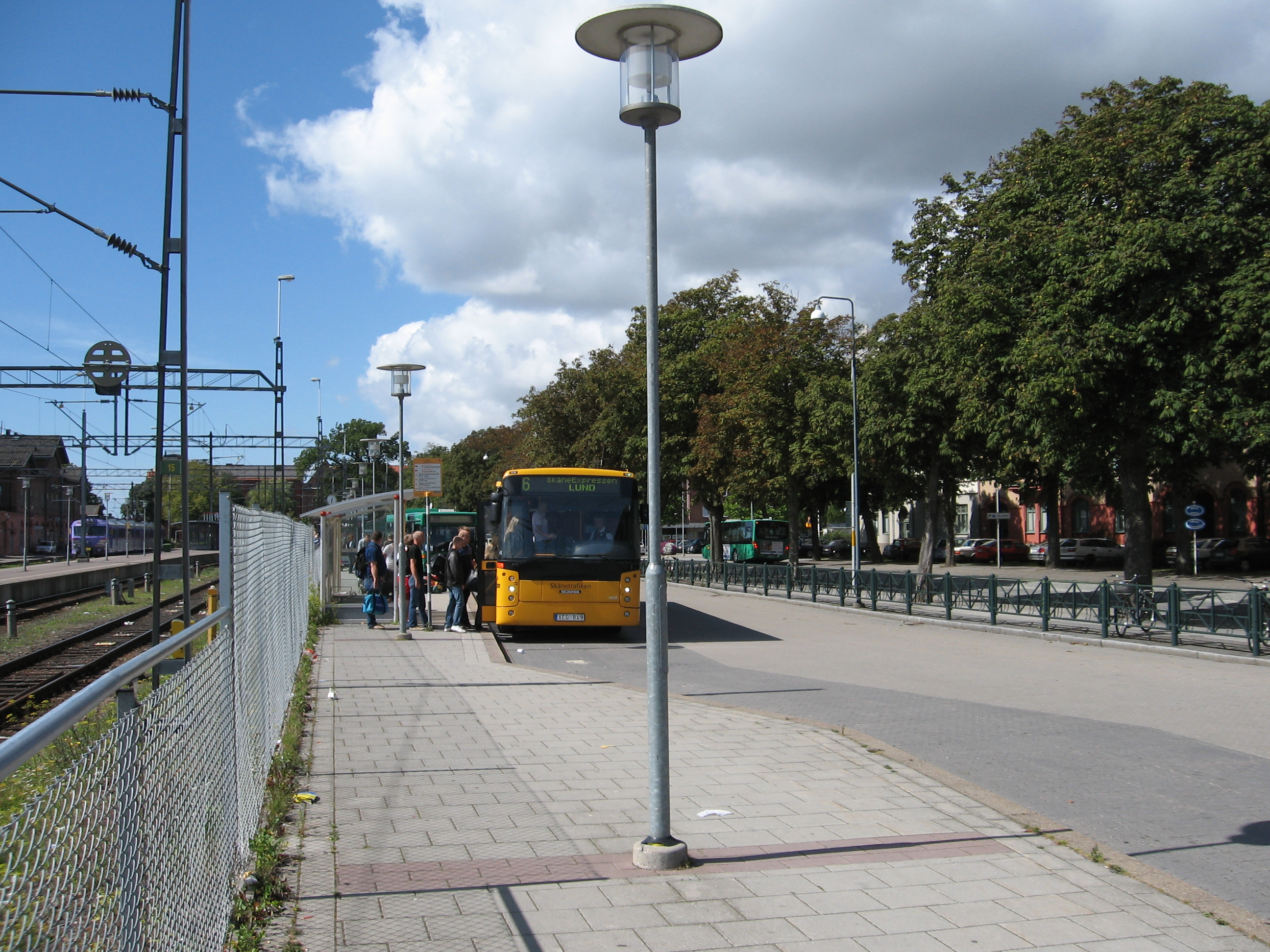
Nedlagda SkåneExpressen 6, här i Ystad.

Tidigare fanns ytterligare några linjer. Vissa av dessa har delats upp i flera regionbusslinjer medan somliga, som SkE 9, endast blivit nedgraderade men behållit sin sträckning (idag regionbuss 511).
| Linje | Sträckning                                            | Nedlagd |
| ----- | ----------------------------------------------------- | ------- |
| 6     | Ystad - Sjöbo - Dalby - Lund                          | 2013    |
| 7     | Kristianstad - Osby - Älmhult                         | 2013    |
| 9     | (Kristianstad) - Hässleholm - Örkelljunga - Ängelholm | 2014    |
| 11    | Kristianstad - Hässleholm - Markaryd - (Halmstad)     | 2006    |
| 12    | Helsingborg - Ängelholm - Båstad                      | 2008    |